# Důlní areál v Almadénu
Důlní areál v Almadénu (španělsky Parque Minero de Almadén) je komplex zhruba 20 budov nedaleko Almadénu v provincii Ciudad Real, které sloužily pro těžbu rtuti. Jednalo se o největší důl rtuti na světě.
Důl měl mezinárodní vliv v různých oblastech lidské činnosti. Po dva tisíce let se sem sjížděli lidé z celé Evropy a vyměňovali si zkušenosti, což ovlivnilo evropské sociálně-politickém vztahy, vývoj důlních technologií, dále mělo vliv na ekonomicko-finanční vztahy i na lékařský a alchymistický výzkum a znalosti v oblasti životního prostředí.
Důl je součástí památky světového dědictví UNESCO Dědictví rtuti. Almadén a Idrija a nositelem označení Evropské dědictví.

## Historie

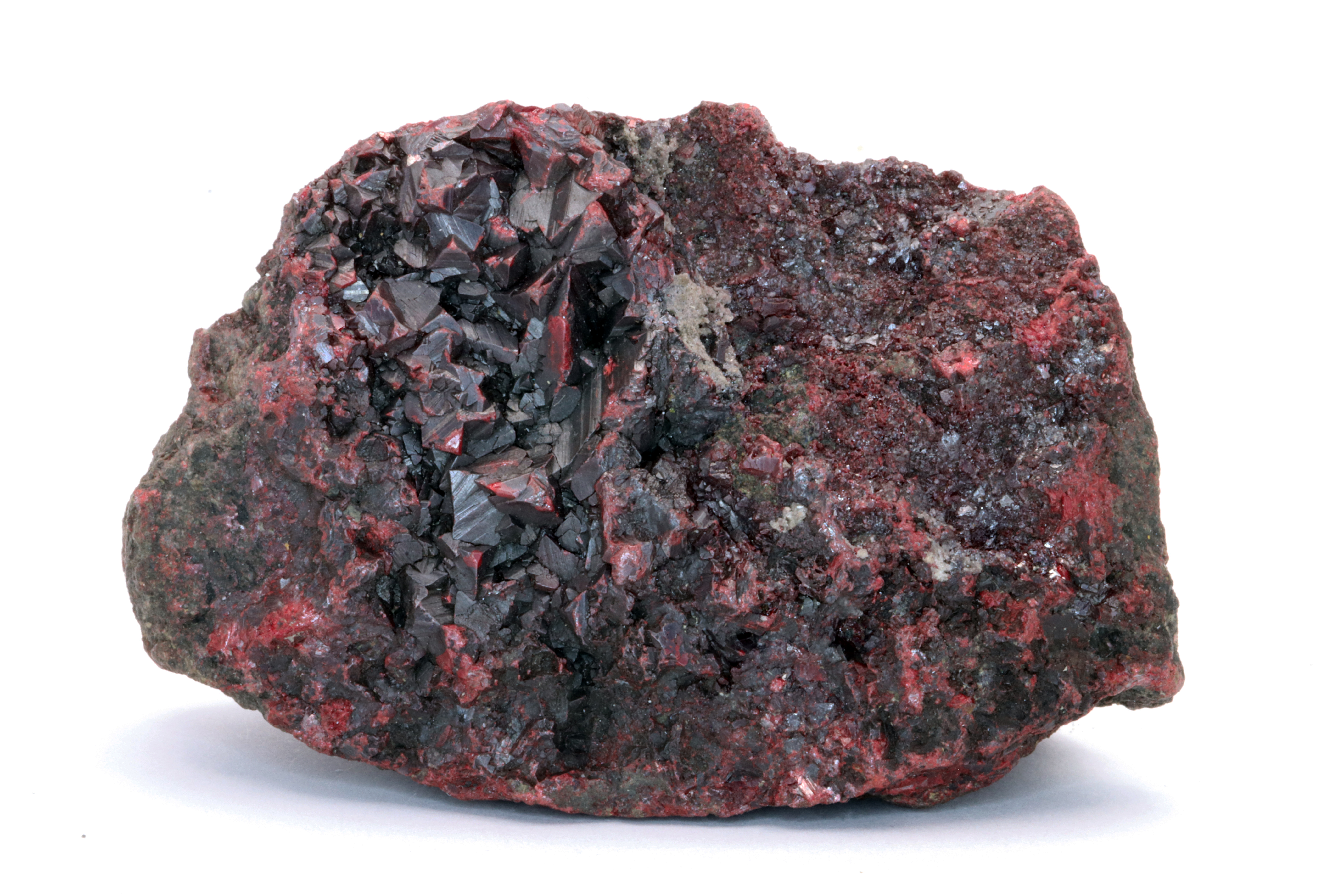
Příklad cinabaritu z Almadénských dolů.

Nejstarší zmínky o těžbě rtuťové rudy - cinabaritu (sulfid rtuťnatý) - poblíž Almadénu pocházejí již z doby 300 let před Kristem. Tehdy se tento nerost používal převážně jako červený pigment v textilním průmyslu (starší český název cinabaritu je rumělka). O cinabarit byl veliký zájem, protože červená barva symbolizovala vznešenost. Římané cinabarit nazývali ,,vermillion". Využívali jej pro barvení látek, při tvorbě nástěnných maleb nebo jako součást make-upu. Zároveň v areálu nechali razit mince.   
Ve středověku, kdy se Španělsko nacházelo pod maurskou nadvládou měl Almadén důležitou roli. Alchymisté se z tekuté rtuti snažili pomocí transubstance získat zlato. Zároveň našla rtuť své využití i v medicíně a to mimo jiné jako lék proti syfilidě.   
Dále se cinabarit vyvážel do Mexika a jižní Ameriky, kde se od poloviny 16. století používal při těžbě zlata a stříbra metodou amalgamace (drobná zrnka kovu, která již nemohla být těžena rýžováním, byla rozpouštěna ve rtuti na amalgám. Následně byla rtuť odpařena a získán čistý drahý kov).
V 16. století  pronajal španělský král Karel V. doly německým bankéřům rodiny Fuggerů z Augsburgu výměnou za půjčky španělské vládě. Zisk z těžby za toto období (1563 –1641) se odhaduje na 50 milionů dukátů. Vzhledem k obtížné práci v dolech zde bylo využíváno i práce otroků a vězňů. Pro tento účel byla jednou z budov dolu i věznice (Real Cárcel de Forzados), která byla zbourána v roce 1968.
V 18. století zde byla založena hornická akademie, místo, kde si vyměňovali zkušenosti z oboru geologie a důlního inženýrství odborníci z celé Evropy.
V 19. a 20. století byly Almadénské doly největším producentem rtuti na světě. Odhaduje se, že za dobu trvání těžby zde bylo vytěženo přes 250 000 tun rtuti.
I ve dvacátém století se jednalo o největší rtuťový důl na světě. Těžba byla ukončena v roce 2003 vzhledem k jejím negativním dopadům na životní prostředí.

## Současnost
Po ukončení těžby byly doly přebudovány na hornické muzeum. Od roku 2004 se areál začal postupně přeměňovat na kulturní a turistické středisko zaměřující se na historii těžby. Areál vlastní španělské ministerstvo financí.
Areál se dělí na 3 hlavní části - důl, muzeum důlní nemocnice a historický archiv almadénských dolů. Pod areál částečně spadají i Kastilské pastviny, speciální typ krajin určený k zemědělství nacházející se ve středním a jižním Španělsku, které byly za pomoci areálu zrevitalizovány.

### Důlní nemocnice San Rafael
Almadénský areál obsahuje i první důlní nemocnici na světě. Nemocnice byla postavena v roce 1752 a měla léčit horníky pracující v dolech a jejich příbuzné. Nejčastěji se horníci léčili se silikózou nebo s otravou rtutí.

## Památka UNESCO a součást Evropského dědictví
Důlní areál byl v roce 2012 spolu s rtuťovými doly v slovinské Idrii zapsán mezi světové památky UNESCO jako Dědictví rtuti. Almadén a Idrija.
Dále je areál členem Asociace evropského průmyslového dědictví a významným bodem na Evropské stezce průmyslového dědictví.
V roce 2021 byl areál zařazen mezi Evropské dědictví.